# Самойловка (Башкортостан)
Самойловка (баш. Самойловка) — деревня в Мелеузовском районе Башкортостана, входит в состав Первомайского сельсовета. 

## Население
| 2002 | 2009 | 2010 |
| ---- | ---- | ---- |
| 197  | ↗324 | ↘273 |

Национальный состав
Согласно переписи 2002 года, преобладающая национальность — русские (63 %).

## История
В 1952 году Самойловка — входила в Старо-Мусинский сельсовет, в 5 км от рабочего посёлка и станции Мелеуз, в 1 км от центра сельсовета = пос. Миньковка (Башкирская АССР: административно-территориальное деление на 1 июня 1952 года: [справочник] / Президиум Верхов. Совета БАССР; [сост. Н. Ильин, Ш. Файзуллин, М. Курамшин и др.; отв. ред. А. Денисов]. — Уфа: Башкирское книжное издательство, 1953. — 494, [1] с.: табл. преим. — Алф. указ.: с. 398—493. С.355).

## Географическое положение
Находится на берегу реки Белой. В составе Самойловке отдельным микрорайоном выделяется упразднённый посёлок Миньковка
Расстояние до:
- районного центра (Мелеуз): 5 км,
- центра сельсовета (Первомайская): 3 км,
- ближайшей ж/д станции (Мелеуз): 5 км.